# Krzesany
Krzesany – polski taniec ludowy (jeden z tańców podhalańskich). W krzesanym w zależności od rodzaju wykonuje się krok zwany "krzesaniem", po czym zmienia się nogę, obijając jedną o drugą w powietrzu i dalej "krzesze". Wchodzi zazwyczaj w skład tańców w solówce.
Rodzaje krzesanych to między innymi: "po dwa", "po śtyry", "po osiem" czyli tzw. "grzybowo" i "wiecno".
"Krzesane" to również grupa melodii góralskich ("nut"; "nuta" to po góralsku melodia) przygrywanych do tańca krzesanego.
Niektórzy do krzesanych zaliczają "drobne", ale ze względu na krok podstawowy są one odrębną grupą tańców podhalańskich.